# Josef Klička I
Josef Klička I (Klatovy, 15 november 1855 – aldaar, 28 maart 1937) was een Boheems-Tsjechische componist, muziekpedagoog, dirigent, organist en violist. Hij wordt beschouwd als oprichter van de Tsjechische traditie van moderne orgelimprovisatie en -interpretatie en internationale bekende Tsjechische orgelcomponist.

## Levensloop

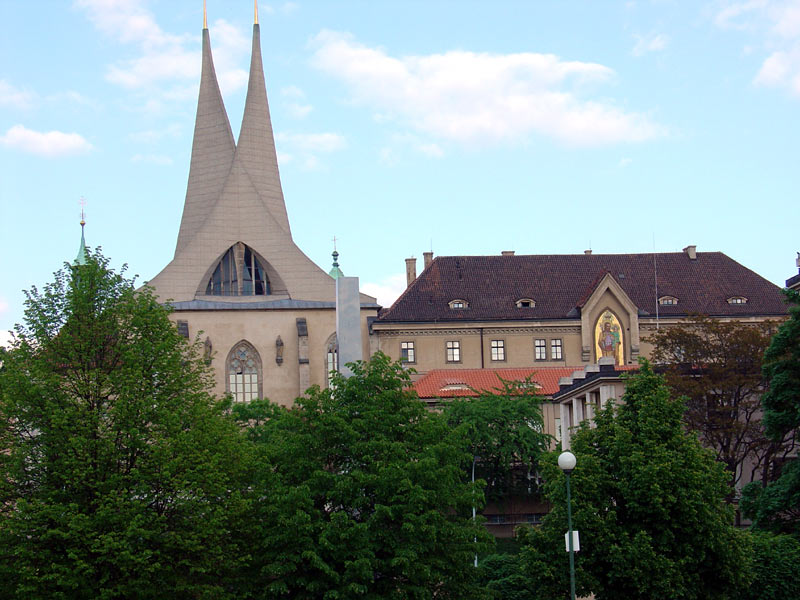
Het Emmausklooster in Praag

Klička leerde van zijn vader de organist en koorleider Mansvet Klička (1829–1887) de viool te bespelen. Hij studeerde van 1867 tot 1870 viool bij Antonín Bennewitz aan het Conservatorium van Praag (Státní konservatori hudby v Praze). Tijdens de studie was hij violist in het theaterorkest en kon met deze inkomsten zijn studie financieren. Van 1872 tot 1874 studeerde hij orgel aan de befaamde Praagse orgelschool bij František Zdeněk Skuherský, Otomar Smolík en Adolf Průcha. Na het behalen van de diploma's aan de laatstgenoemde institutie begon hij als organist in de Nieuwe Stad (Neustadt) aan de Drievuldigheidskerk en aan het Emmausklooster, een Benedictijnen-Abdij. In 1876 werd hij kapelmeester bij de theaterdirectie P. Švanda. Van 1878 tot 1881 was hij in dezelfde functie aangesteld aan het Praagse interim-theater.
In 1882 werd hij muziekleraar aan een gymnasium in Praag, vanaf 1885 was hij docent voor orgel aan de Praagse orgelschool. In november 1889 werd hij docent voor orgel aan het Conservatorium van Praag. Van 1892 tot 1895 verving hij aldaar Antonín Dvořák, omdat die op concert- en studiereis in de Verenigde Staten was. Van 1906 tot 1920 was hij muziekinspecteur voor de muziekscholen in Bohemen. Van 1920 tot 1924 leidde hij de meesterklas voor orgel aan het Conservatorium van Praag. In 1924 ging hij met pensioen. Tot zijn leerlingen behoorden onder anderen de latere orgeldocent Max Springer in Wenen en de organist en componist Bedřich Antonín Wiedermann.
Van 1890 tot 1898 was hij dirigent van de Praagse zangvereniging "Hlahol".
Al sinds zijn studietijd was hij bezig met het componeren. Hij schreef orkestwerken, muziektheaterwerken, vocale muziek (cantates, koorwerken, liederen), kamermuziek. Hij schreef ook werken voor harp, vooral voor zijn zoon Václav Klička (1882–1953), die internationale bekendheid verwierf als harpvirtuoos, maar ook voor zijn dochter Helena Nebeská-Kličková (1878–1951) eveneens een belangrijk vertegenwoordiger in hun vak. Het meeste succes oogstte hij met zijn nieuw-romantische orgelwerken, die hij na eigen uitleg uit de ervaringen tijdens het concerteren op het nieuw gebouwde orgel in het Praagse concertgebouw Rudolfinum schreef.
In 1934 werd hij opgenomen in de Tsjechische academie der wetenschappen en kunsten. Klička is ereburger van Praag en zijn geboortestad Klatovy.

## Composities

### Werken voor orkest
- 1921: - Rapsodie over het Tsjechisch volkslied
- - Concert in d-mineur, voor orgel en orkest, op. 40
- - Concertfantasie, voor dwarsfluit en orkest
- - Concertfantasie, voor hobo en orkest
- - Valdstýnův tábor (Wallenstein's Lager), symfonisch gedicht voor groot orkest

### Missen en andere kerkmuziek
- - 7 missen
- - 2 oratoria

### Muziektheater

#### Opera
| Voltooid in | titel                                       | aktes | première    | libretto                           |
| ----------- | ------------------------------------------- | ----- | ----------- | ---------------------------------- |
| 1886        | Spanilá mlynářska (Het mooie molenarinneke) |       | 1886, Praag | Josef Otokar Veselý, J. V. Novotný |

#### Toneelmuziek
- - Živé obrazy

### Vocale muziek

#### Werken voor koor
- 1903: - Ballada o české hudbě, voor gemengd koor, op. 90
- 1905: - Blaník, voor gemengd koor, op. 91
- 1919: - 28 Oktober, voor gemengd koor en blaasinstrumenten
- - Dva sbory, voor driestemmig koor en piano vierhandig, op. 22
- - Dva sbory, voor vrouwenkoor en piano, op. 30
- - České písni, voor groot gemengd koor, op. 96 - tekst: Jaroslav Borotínský Zyka
- - Dnes krásná noc, voor gemengd koor
- - Dobrou noc, voor vrouwenkoor en piano

### Kamermuziek
- 1900: - Notturno, voor viool, cello en harp
- - Scherzo, voor 3 violen en piano, op. 63

### Werken voor orgel
- 1886: - Koncertní fantasie in fis-mineur, op. 36
- 1890: - Koncertní fantasie na chorál "Svatý Václave", op. 65
- 1917: - Sonáta in fis-mineur
- - Priére (Gebed), op. 20
- - Finale, op. 21
- - Fantasie na motivy symfonické básně "Vyšehrad" od Bedřich Smetana (Fantasie over het symfonisch gedicht "Vyšehrad" van Bedřich Smetana), op. 33
- - Eerste concert-fantasie, op. 35
- - Legenda in D-majeur, op. 49
- - Legenda in d-mineur, op. 54
- - Fantaisie sur le choral à "St. Wenceslas", op. 60
- - Legenda in b-mineur, op. 98
- - Prélude et Fugue in Es majeur, op. 99 nr. 3
- - Koncertní fantasie in c-mineur
- - Koncertní fantasie in g-mineur
- - Scherzo